# الاتحاد الآشوري العالمي
الاتحاد الآشوري العالمي (بالسريانية: ܚܘܝܕܐ ܬܒ̣ܝܠܝܐ ܐܬܘܪܝܐ)‏، (بالفارسية: اتحادیه جهانی آشوریان)، وعادة ما يختصر باسم AUA والمعروف شعبيًا باسم Khoyada (بالعربية: الوحدة) هي منظمة جامعة عالمية آشورية تتكون من قطاعات مختلفة من الاتحادات والمنظمات الآشورية في جميع أنحاء العالم.

## التاريخ
في 13 أبريل 1968، تأسس الاتحاد الآشوري العالمي في بو في فرنسا حيث انعقد المؤتمر الأول. يسعى الاتحاد كمنظمة عالمية لنشر ودعم وتعزيز الاسم الآشوري في العالم وكذلك لتأمين حقوق الإنسان للشعب الآشوري في وطنه وتحقيق دولة ذاتية الحكم في الموطن الآشوري.
عقد الاتحاد 28 مؤتمرًا عالميًا شارك فيه ممثلو الاتحادات والأحزاب السياسية الآشورية، للتعبير عن مخاوف مجتمعاتهم والمشاركة في إدارة شؤون الأمة. اجتمع كل مؤتمر عالمي للاتحاد في بلد مختلف لتعزيز العلاقة بين الاتحاد والآشوريين وحكومة ذلك البلد المضيف. انعقد المؤتمر العالمي للاتحاد في الولايات المتحدة وأوروبا واستراليا وإيران والعراق. لم يكن الاتحاد قادرًا على عقد مؤتمره العالمي في العراق، الموطن الآشوري، حتى عام 2010، حين عقده في أربيل حيث كانت تطلعات الشعب الآشوري في صراع مباشر مع سياسات نظام البعث الحاكم، الذي حرم الآشوريين باستمرار من هويتهم الوطنية ومكانتهم كأهل العراق الأصليين حيث استمر في محاولاته لتعريبهم.
الأمين العام الحالي للاتحاد هو يوناثان بيتكوليا، الممثل الآشوري في البرلمان الإيراني. التوابع الحالية للاتحاد تشمل: المؤتمر الوطني الآشوري لجورجيا، والمجلس الوطني الآشوري لإيران، والجمعية الآشورية في أرمينيا، والاتحاد الوطني الآشوري الأسترالي، والاتحاد الآشوري لروسيا.
بعد تأسيسه، تم بذل جهد جاد لتلبية حاجة الأمة الآشورية إلى علم رسمي يخصها. حقق الجهد في جميع أنحاء العالم عددًا كبيرًا من التصميمات التي تم تقديمها أمام مؤتمر الاتحاد حيث تمت الموافقة على التصميم النهائي في مؤتمر الاتحاد السادس في يونكيرس بنيويورك والذي صممه السيد جورج بت أتانوس.

## الأيديولوجية
لا يرى الاتحاد نفسه كحزب سياسي، بل كحزب جماعي يعمل مع الأحزاب السياسية ويميل نحو المؤسسات المناسبة. تعلن الوثيقة التأسيسية للاتحاد أن «الآشوريين» هو «الاسم المفرد لجميع أعضاء أمتنا [أومتان]» وتضم الكنائس المختلفة للتراث السرياني.
تتمحور مبادئ تأسيس الاتحاد حول: "اسم واحد لأمة واحدة، ولغة واحدة لأمة واحدة، وقيادة واحدة لأمة واحدة، وموطن للأمة الواحدة.

## في منظمة الأمم والشعوب غير الممثلة
في السادس من أغسطس عام 1991، أصبح الاتحاد الآشوري العالمي عضوًا في منظمة الأمم والشعوب غير الممثلة، ممثلًا آشور.
لقد دافع الاتحاد عن الحقوق الآشورية بشكل مستمر خلال اجتماعات منظمة الأمم والشعوب غير الممثلة مثل الجمعية العامة المنعقدة في تايوان، حيث قدم الاتحاد الظروف الحرجة للأشوريين الذين يعيشون في العراق وقدم قرارًا دعا الجمعية العامة لمنظمة الأمم والشعوب غير الممثلة لدعم وضع الحكم الذاتي (الذاتي هنا تعني المنطقة الخاضعة للإدارة) للآشوريين في العراق.
في أغسطس 1996، قدم الاتحاد بيانًا إلى اللجنة الفرعية للأمم المتحدة، معربًا عن قلقه بشأن التمييز ضد الآشوريين في شمال العراق فضلًا عن حرمانهم من الحفاظ على هويتهم. وهكذا، دعا إلى إنشاء إدارة مدنية في شمال العراق من أجل توفير الخدمات اللازمة. في سبتمبر 1996، التقى وفد آشوري ووفد من منظمة الأمم والشعوب غير الممثلة مع مساعد المقرر الخاص للأمم المتحدة حول العراق لإطلاعه على وضع الآشوريين.
شغل جون جيه نمرود، الأمين العام السابق للاتحاد، منصب رئيس الجمعية العامة لمكتب الأمم المتحدة للشعوب غير الممثلة في الفترة من 1992 إلى 2004.

## مؤسسة التحالف العالمي الآشوري
تأسست مؤسسة التحالف الآشوري العالمي (AUAF)، وهي منظمة غير ربحية، في شيكاغو في عام 1978 استجابةً للهجرة الجماعية للاجئين الآشوريين إلى الولايات المتحدة، بقصد المساعدة في عملية إعادة التوطين.
منذ ذلك الحين وسعت المؤسسة مهمتها إلى ما وراء الخدمات الاجتماعية لتشمل جهود الإغاثة الإنسانية، وكذلك البرامج التعليمية والثقافية. طورت المؤسسة برامج مجتمعية متعددة مثل برنامج الفنون الجميلة الذي يحدد الأميركيين الآشوريين الموهوبين وإشراك مواهبهم ليصبحوا قادة فعالين، والخدمات التعليمية للآشوريين في المدارس الثانوية والمنح الدراسية ومكتبة آشوربانيبال التي تأسست في الثمانينيات وهي تعد أكبر وأشمل مجموعة من النصوص الآشورية في العالم.

## روابط خارجية
- التحالف العالمي الآشوري